# Entropie conditionnelle
 (juillet 2023).
Si vous disposez d'ouvrages ou d'articles de référence ou si vous connaissez des sites web de qualité traitant du thème abordé ici, merci de compléter l'article en donnant les références utiles à sa vérifiabilité et en les liant à la section « Notes et références ».
En théorie de l'information, l'entropie conditionnelle décrit la quantité d'information nécessaire pour connaitre le comportement d'une variable aléatoire {\displaystyle Y}, lorsque l'on connait exactement une variable aléatoire {\displaystyle X}. On note {\displaystyle \mathrm {H} (Y|X)} l'entropie conditionnelle de {\displaystyle Y} sachant {\displaystyle X}. On dit aussi parfois entropie de {\displaystyle Y} conditionnée par {\displaystyle X}. Comme les autres entropies, elle se mesure généralement en bits.

## Définitions
On peut introduire l'entropie conditionnelle de plusieurs façons, soit directement à partir des probabilités conditionnelles, soit en passant par l'entropie conjointe. Les deux définitions sont équivalentes.

### Définition directe
On définit l'entropie conditionnelle à partir de la probabilité conditionnelle de {\displaystyle Y} relativement à {\displaystyle X} :
{\displaystyle \mathrm {H} (Y|X):=\sum _{y\in {\mathcal {Y}},x\in {\mathcal {X}}}-\mathbb {P} (X=x,Y=y)\log _{2}(\mathbb {P} (Y=y|X=x))}
où {\displaystyle {\mathcal {Y}}} et {\displaystyle {\mathcal {X}}} sont respectivement les supports des variables {\displaystyle Y} et {\displaystyle X}.

### Par l'entropie conjointe
Étant donné deux variables aléatoires {\displaystyle X} et {\displaystyle Y} avec pour entropies respectives {\displaystyle \mathrm {H} (X)} et {\displaystyle \mathrm {H} (Y)}, et pour entropie conjointe {\displaystyle \mathrm {H} (X,Y)}, l'entropie conditionnelle de {\displaystyle Y} sachant {\displaystyle X} est définie par :
{\displaystyle \mathrm {H} (Y|X)\equiv \mathrm {H} (X,Y)-\mathrm {H} (X)}

### Équivalence des définitions
Ces deux définitions sont équivalentes, c'est-à-dire qu'avec la première définition de {\displaystyle \mathrm {H} (Y|X)},
{\displaystyle \mathrm {H} (Y|X)=\mathrm {H} (X,Y)-\mathrm {H} (X)}

## Propriétés
- {\displaystyle \mathrm {H} (Y|X)=\mathrm {H} (Y)} si et seulement si {\displaystyle Y} et {\displaystyle X} sont indépendantes.

- Règle de la chaîne : avec {\displaystyle X_{1},...X_{n}} variables aléatoires,

{\displaystyle \mathrm {H} (X_{1},...,X_{n})=\sum _{i=1}^{n}\mathrm {H} (X_{i}|X_{1},...,X_{i-1})}

## Intuition
Intuitivement, si le système combiné contient {\displaystyle \mathrm {H} (X,Y)} bits d'information, et si nous connaissons parfaitement la variable aléatoire {\displaystyle X}, pour coder le système on peut économiser {\displaystyle \mathrm {H} (X)} bits, et on n'a plus besoin que de {\displaystyle \mathrm {H} (Y|X)} bits.